# Bathypolypus faeroensis
Bathypolypus faeroensis är en bläckfiskart som först beskrevs av Russell 1909.  Bathypolypus faeroensis ingår i släktet Bathypolypus och familjen Octopodidae. Inga underarter finns listade i Catalogue of Life.